# LaVell Edwards Stadium
O LaVell Edwards Stadium é um estádio localizado em Provo, Utah, Estados Unidos, possui capacidade total para 63.470 pessoas, é a casa do time de futebol americano universitário BYU Cougars football da Universidade Brigham Young. O estádio foi inaugurado em 1964.